# Столыпин, Дмитрий Аркадьевич
Дмитрий Аркадьевич Столыпин (15 января 1818 — 30 октября 1893) — русский писатель, мемуарист, композитор-любитель из рода Столыпиных.

## Биография
Сын сенатора Аркадия Алексеевича Столыпина и Веры Николаевны Мордвиновой, дочери адмирала Н. С. Мордвинова. Родился в Петербурге, крещен в 31 января 1818 года в Никольском морском соборе, крестник князя Д. И. Лобанова-Ростовского.
После ранней смерти родителей был под опекой своего дяди Афанасия Алексеевича Столыпина. По окончании Школы гвардейских подпрапорщиков в 1838 году, служил в лейб-гвардии Конном полку. Герой Севастопольской обороны, был награждён Золотым оружием «За храбрость». Товарищ М. Ю. Лермонтова и Л. Н. Толстого.
По выходе в отставку долго жил за границей, где познакомился с учением Огюста Конта. Вернувшись в Россию, Столыпин занялся устройством быта крестьян в своих многочисленных имениях и изучением экономических вопросов. Корнем экономических настроений русского народа он считал общину с её круговой порукой; в противоположность общине он выдвигал хуторное хозяйство.
В 1856 году, будучи адъютантом военного министра, совершил поездку по Херсонской губернии, а затем составил докладную записку о военных поселениях Новороссийского края, в которой рассматривал отрицательные стороны этой системы.
Вместе с тем Столыпин касался и отдельных вопросов философии с точки зрения позитивизма. Свои статьи Дмитрий Аркадьевич выпускал отдельными небольшими брошюрами, нередко поражавшими читателя разнородностью своего содержания: рядом с каким-нибудь тезисом Конта обсуждается вопрос о пользовании землёй или разбирается какая-нибудь статья уголовного уложения. Философские рассуждения автора не отличались последовательностью и основательностью; ни одно из них не нашло себе места в распространённых органах печати.
В Московском психологическом обществе Столыпиным была учреждена премия в 2000 рублей за сочинение, посвящённое контовскому положению о естественном совпадении первообразных законов неорганической природы с основными законами органической жизни.
Был похоронен в Новодевичьем монастыре в Москве; могила уничтожена в 1930-е годы.

## Сочинения
- «Арендные хутора» («Русский вестник», 1892);
- «Граф Н. С. Мордвинов в его сельскохозяйственной деятельности» (1874);
- «Земледельческие порядки до и после упразднения крепостного права» (1874);
- «Из личных воспоминаний о Крымской войне» (1874).
- «Об упразднении военных поселений» (1874).
- Положение 19-го февраля об освобождении крестьян. — Москва, 1890.
- Исторический прогресс о современном направлении в науках нравственных и политических. — Москва, 1890.
- Очерки философии и науки. Наш земледельческий кризис. — Москва, 1891.
- Общие мировые законы. Принципы 1789 года. Крестьянская личная собственность. — Москва, 1891.
- Об устройстве арендных хуторов на владельческих землях и крестьянском хозяйстве вообще: (из сельско-хозяйственной практики) — Москва, 1892.
- Об обращении выкупных крестьянских платежей в вечный оброк. — Москва, 1893.
- Наш крестьянский вопрос. Наука и метафизика. — Москва, 1893.
- О существовании научных естественных законов для общественных явлений. По вопросу нашего сельского быта. — Москва, 1893.
- К вопросу о крестьянском хозяйстве. Положение 19-го февраля об освобождении крестьян. — Москва, 1893.
- К вопросу философии права. Наш крестьянский вопрос, статья 165 о личном выкупе. Право на землю. — Москва, 1893.
- О несовместности общинной формы с нормальным сельским самоуправлением: земельная политика. — Москва, 1893.
- Несколько слов о политических и общественных формах. Наша община. Освобождение крестьян в царствование Императора Александра II. — Москва, 1893.